# Anja Andersen
Pour les articles homonymes, voir Andersen.
Ne pas confondre avec Camilla Andersen, autre joueuse de handball danoise
Anja Andersen, née le 15 février 1969 à Odense, est une ancienne handballeuse danoise, double championne olympique puis devenue entraîneur. Elle a été élue meilleure handballeuse de l'année 1997.

## Biographie

### Joueuse
Anja Andersen a été considérée comme la meilleure joueuse du monde en raison de ses qualités d'attaquante et de l'inventivité dont elle faisait preuve sur le terrain. Cependant, son tempérament impulsif lui a valu de nombreuses expulsions et ruptures de contrat au cours de sa carrière. 
Ainsi, en fin d'année 1988, elle décide de quitte l'Ikast FS. Après une prise de contact avec le GOG Håndbold, elle décide finalement de rejoindre le Viborg HK... qu'elle quitte en novembre 1989. Après que le GOG Håndbold ait remporté son premier Championnat du Danemark au terme de la saison 1989/1990, Anja Andersen participe aux deux premiers entraînements de début de saison. Mais elle se rend compte que l'équipementier utilisé par GOG n'est pas le même que celui avec lequel elle venait de signer un contrat. De plus, le club norvégien du Bækkelagets SK a accepté de payer le traitement contre la blessure à l'épaule dont elle souffre depuis plusieurs années et Andersen choisit alors une première de rejoindre ce club.
Malgré ces quelques frasques, son talent est rapidement reconnu et elle connaît ses quatre premières sélections avec le Danemark en octobre 1989 avant de s'y imposer à compter de 1991. Elle est ainsi l'une des principales actrices du succès de l'équipe danoise lors du mondial 1993 où le Danemark remporte la médaille d'argent, ce succès constituant la première pierre de ce qui allait devenir la meilleure équipe nationale des années 1990. Elle remporte ainsi deux titres européens en 1994 et 1996, un titre mondial en 1997 et enfin le titre olympique lors des Jeux olympiques d'Atlanta en 1996. À titre individuel, elle est élue meilleure arrière gauche du tournoi olympique et meilleure joueuse du Championnat d'Europe 1996. Et surtout, elle est élue meilleure handballeuse de l'année en 1997 après avoir terminé deuxième en 1994 et en 1996.
Un autre épisode lié à son caractère est qu'elle a été un temps retirée de l'équipe lors des Jeux olympiques d'Atlanta en 1996 pour avoir discuté les options de jeu de son équipe et à cause de son comportement sur le terrain.

### Entraîneuse
En 1999, elle doit mettre un terme à sa carrière sportive en raison de problèmes cardiaques. Elle devient alors entraîneur et continue à défrayer régulièrement la chronique par son comportement souvent explosif sur le banc et par ses excellents résultats. Sa nouvelle carrière est rapidement couronnée de succès puisqu'elle remporte avec Slagelse DT, un club qu'Anja Andersen a hissé au plus haut niveau, un titre de championne du Danemark et trois Ligues des champions.
En début d'année 2006, elle est choisie pour devenir entraîneur de l'équipe nationale de Serbie-et-Monténégro, équipe dont quatre joueuses figurent dans l'effectif de Slagelse. Mais elle n'occupe ce poste que brièvement.
En 2008, elle décide de quitter Slagelse pour entraîner le FC Copenhague, un autre club danois, son objectif étant de conduire son nouveau club vers au plus haut niveau européen. De nombreuses joueuses de Slagelse décident de la suivre dans cette nouvelle aventure. En effet, le FC Copenhague remporte sous sa direction la coupe des vainqueurs de coupe en 2009 et la coupe du Danemark en janvier 2010. Mais la même année, le président du club décide de favoriser la section masculine (qui devient l'AG Copenhague) et Andersen décide d'utiliser une clause de résiliation de son contrat et quitte le club.
En février 2011, elle est nommée entraîneuse du club roumain du Oltchim Râmnicu Vâlcea avec l'objectif de remporter la Ligue des champions après avoir été finaliste la saison précédente. Mais le club est éliminé lors de tour principal après 4 défaites pour seulement 2 victoires et Andersen est remercié deux mois seulement après son arrivée.

## Palmarès de joueuse

### En club
compétitions internationales
- vainqueur de la coupe des vainqueurs de coupe (3) en 1994 (avec TuS Walle Brême), 1998 et 1999 (avec Bækkelagets SK)

compétitions nationales
- vainqueur du Championnat de Norvège (2) en 1992 et 1999 (avec Bækkelagets SK)
- vainqueur du Championnat d'Allemagne (3) en 1994, 1995 et 1996 (avec TuS Walle Brême)
- vainqueur de la coupe d'Allemagne (3) en 1994 et 1995 (avec TuS Walle Brême)

### En équipe nationale
Jeux olympiques
- médaille d'or aux Jeux olympiques de 1996 à Atlanta

championnats du monde
- vainqueur du championnat du monde 1997
- finaliste du championnat du monde 1993
- troisième du championnat du monde 1995

championnat d'Europe
- vainqueur du championnat d'Europe 1994
- vainqueur du championnat d'Europe 1996

Autres
- finaliste du championnat du monde junior en 1987

## Palmarès d'entraîneuse
compétitions internationales
- vainqueur de la Ligue des champions (3) en 2004, 2005, 2007 (avec Slagelse DT)
- vainqueur de la coupe des vainqueurs de coupe (1) en 2009 (avec FC Copenhague)

compétitions nationales
- championne du Danemark (3) en 2003, 2005 et 2007 (avec Slagelse DT)

## Distinctions personnelles
- Élue meilleure handballeuse de l'année en 1997[5]
  - deuxième en 1994[6] et 1996[7]
- Élue meilleure arrière gauche des Jeux olympiques de 1996[4]
- Élue meilleure joueuse du Championnat d'Europe 1996
- Inscrite dans le Hall of Fame du sport danois (da) en 2007